# سيميون بوردن
سيميون بوردن (بالإنجليزية: Simeon Borden) هو مهندس أمريكي، ولد في 29 يناير 1798 في فريتاون في الولايات المتحدة، وتوفي في 28 أكتوبر 1856 في فول ريفر في الولايات المتحدة.